# Trepunktsskräpmal
Trepunktsskräpmal (Hofmannophila pseudospretella) är en fjärilsart som beskrevs av Henry Tibbats Stainton 1849. Trepunktsskräpmal ingår i släktet Hofmannophila och familjen praktmalar, (Oecophoridae). Arten är reproducerande i Sverige. Inga underarter finns listade i Catalogue of Life.

## Bildgalleri

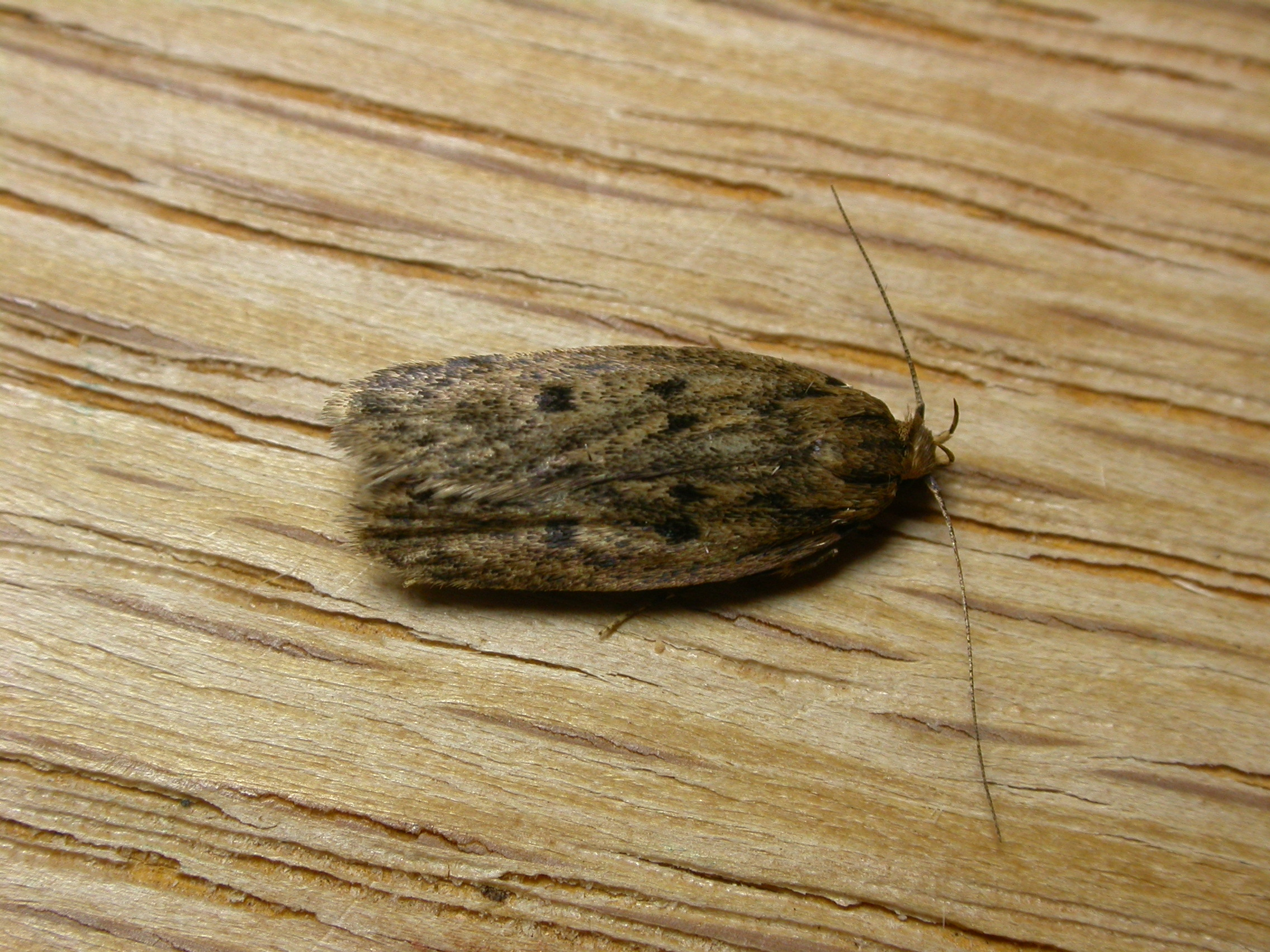
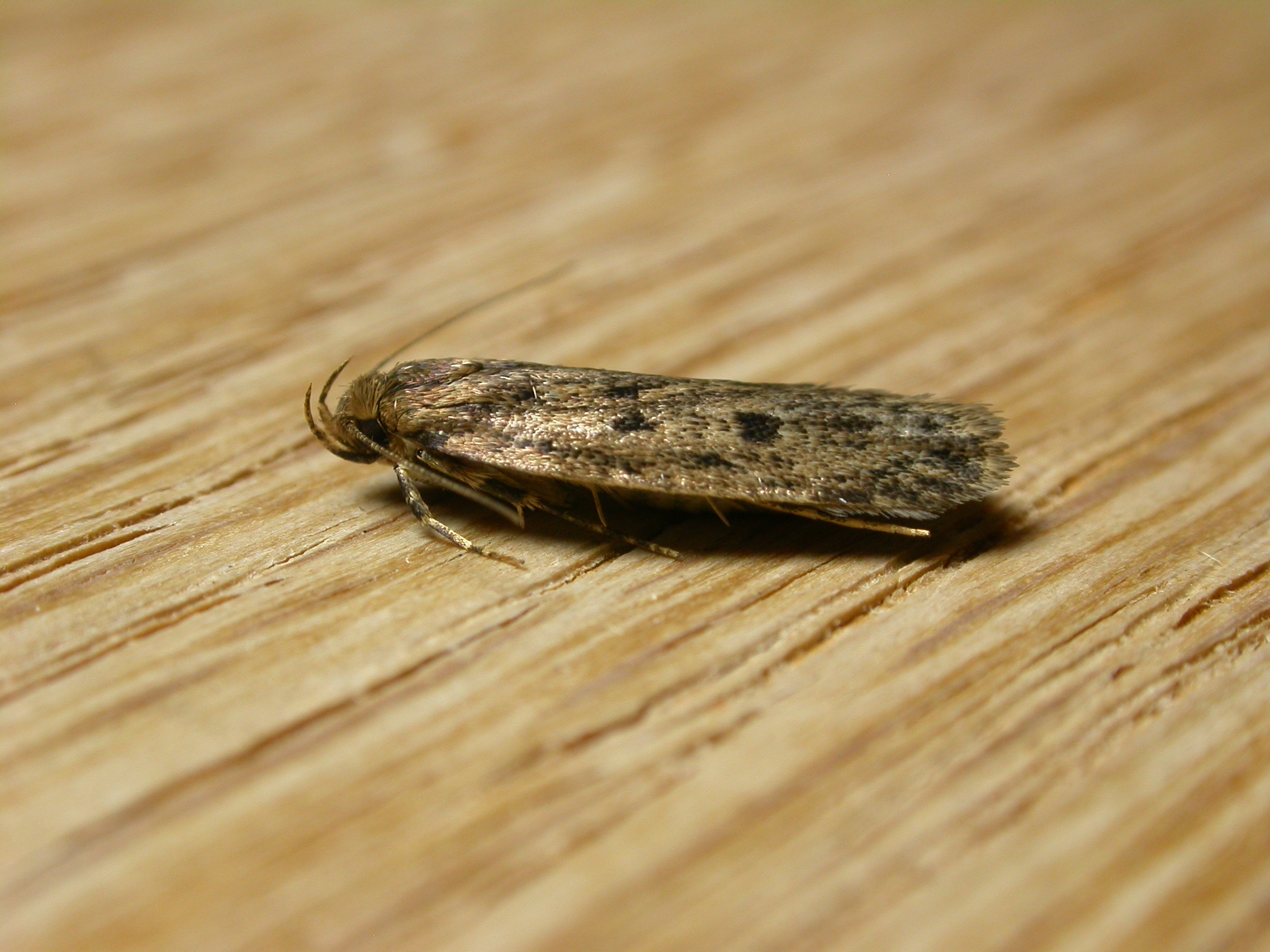
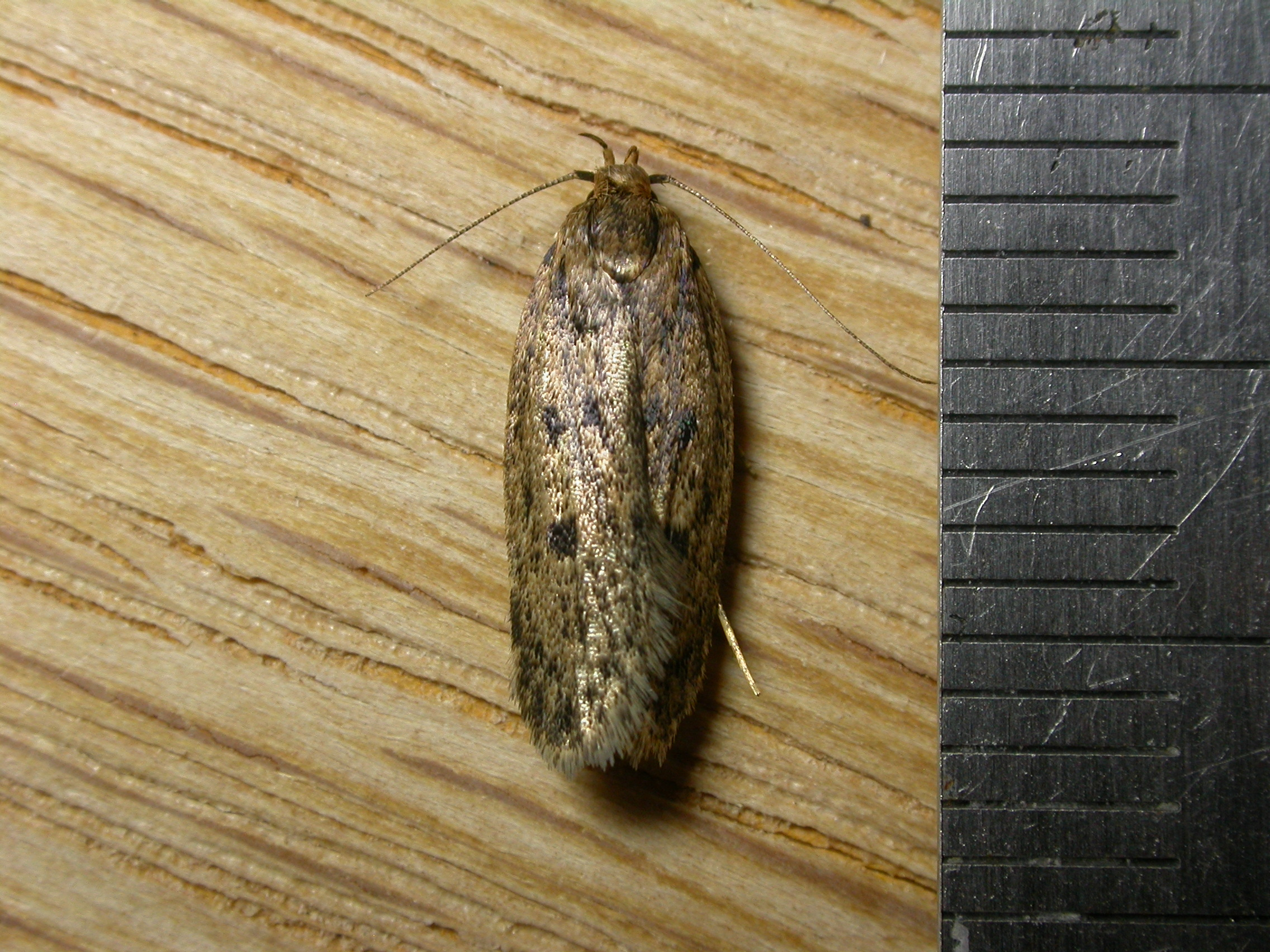
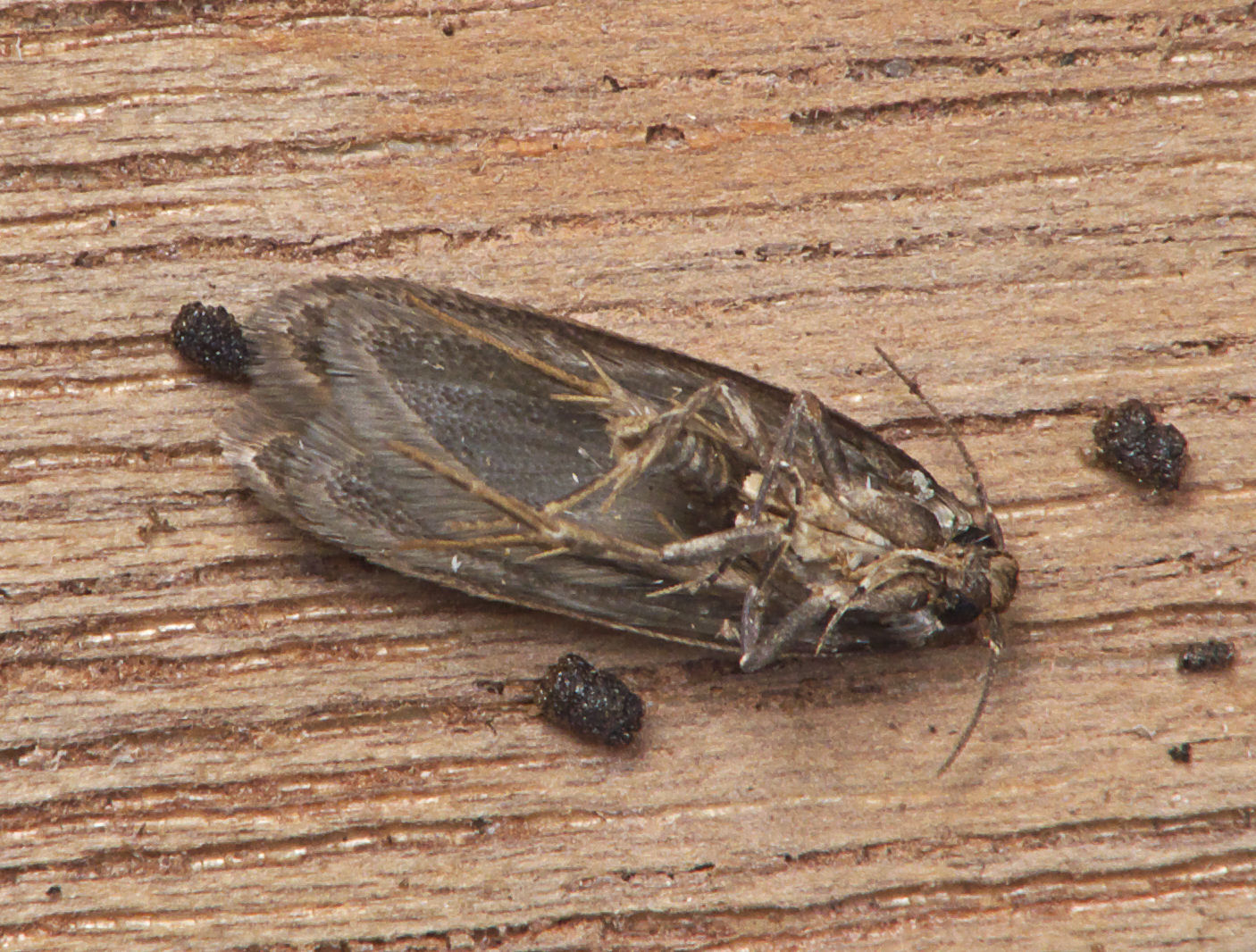